# کنشتسه
کنشتسه (به لهستانی:  Kęsice) یک روستا در لهستان است که در گمینا زاویز واقع شده‌است. کنشتسه  ۷۰ نفر جمعیت دارد.